# Günter Haritz
Günter Haritz (ur. 16 października 1948 w Heidelbergu) – niemiecki kolarz torowy i szosowy, mistrz olimpijski oraz trzykrotny medalista torowych mistrzostw świata.

## Kariera
Pierwszy sukces Günter Haritz osiągnął w 1970 roku, kiedy wspólnie z Hansem Lutzem, Peterem Vonhofem i Ernim Claußmeyerem zdobył złoty medal w drużynie podczas mistrzostw świata w Leicester. W tej samej konkurencji reprezentanci RFN z Lutzem w składzie zwyciężyli również podczas mistrzostw w San Sebastián w 1973 roku, a podczas rozgrywanych w 1973 roku mistrzostw świata w San Sebastián zdobyli brązowy medal. W 1972 roku Haritz wystartował na igrzyskach olimpijskich w Monachium, gdzie razem z Jürgenem Colombo, Udo Hempelem, Güntheremm Schumacherem i Peterem Vonhofem zdobył złoty medal w drużynie. Startował także w wyścigach szosowych, ale bez większych sukcesów. Ponadto zdobywał medale mistrzostw kraju, zarówno w kolarstwie torowym jak i szosowym.